# مارینکا (روستا)
مارینکا (به بلغاری: Marinka) یک منطقهٔ مسکونی در بلغارستان است که در بورگاس واقع شده‌است.